# Liste der Monuments historiques in Germigny-l’Évêque
Die Liste der Monuments historiques in Germigny-l’Évêque führt die Monuments historiques in der französischen Gemeinde Germigny-l’Évêque auf.

## Liste der Bauwerke
| Bezeichnung                                              | Beschreibung | Standort                    | Kennzeichnung | Schutzstatus | Datum | Bild |
| -------------------------------------------------------- | ------------ | --------------------------- | ------------- | ------------ | ----- | ---- |
| Ehemaliges Maison de plaisance und Domaine des Terrasses | Erbaut 1754  | 10, rue Saint-Fiacre (Lage) | PA77000029    | Inscrit      | 2015  |      |

## Liste der Objekte
- Monuments historiques (Objekte) in Germigny-l’Évêque in der Base Palissy des französischen Kultusministeriums